# Estação Campo Grande (Rio de Janeiro)
Campo Grande é uma estação do ramal ferroviário de Santa Cruz, situada no bairro homônimo da Zona Oeste do Rio de Janeiro.

## História

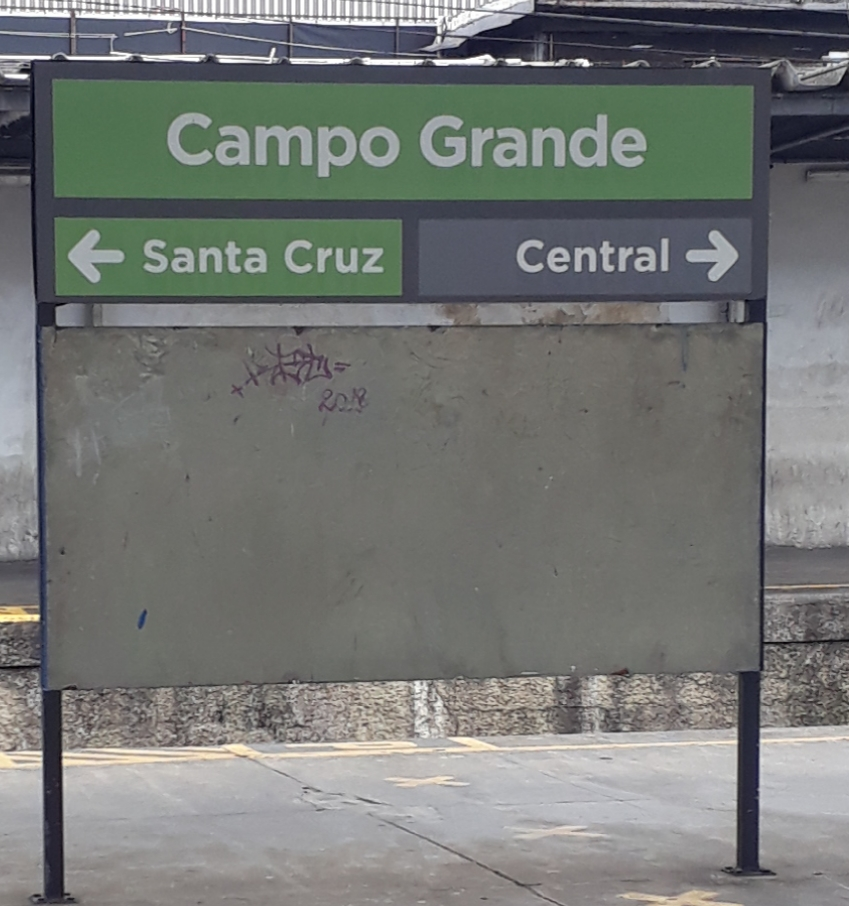
Placa da Estação de Campo Grande

Foi aberta em 1878 ainda pela E. F. Dom Pedro II. De sua estação, em 1928, saíam três linhas de bondes elétricos: o do Prata, o da Ilha e a da Pedra, que levava pescadores e veranistas para a Pedra de Guaratiba. Hoje a estação serve aos trens metropolitanos operados pela Supervia.